# Cinzia Ragusa
Cinzia Ragusa (Catania, 24 de maio de 1977) é uma jogadora de polo aquático italiana, campeã olímpica.

## Carreira
Cinzia Ragusa fez parte do elenco campeão olímpico de Atenas 2004.